# Парламентські вибори на Мальдівах 2014
Парламентські вибори на Мальдівах відбулися 22 березня 2014 року. Кандидати боролися за 77 місць у місцевому парламенті

## Попередні результати
| Група                      | Голосів | %    | Місць  | +/–    |
| -------------------------- | ------- | ---- | ------ | ------ |
| Прогресивна партія Мальдів |         | 38.8 | 33     | Вперше |
| Демократична партія        |         | 30.9 | 26     | 0      |
| Республіканська партія     |         | 17.6 | 15     | +14    |
| Альянс розвитку Мальдів    |         | 5.9  | Вперше |        |
| Партія Адалли              |         | 1.2  | 1      | +1     |
| Незалежні кандидати        |         | 5.9  | 5      | –8     |
| Недійсні бюлетені          |         | –    | –      | –      |
| Разом                      |         | 100  | 85     | +8     |
| Проголосувало виборців     | 240,652 |      | –      | –      |
| Джерело Haveeru            |         |      |        |        |